# Jasmin Mrkonja
Jasmin Mrkonja (* 9. Oktober 1958 in Zavidovići, SFR Jugoslawien) ist ein ehemaliger jugoslawisch-bosnischer Handballspieler und Handballtrainer.

## Karriere

### Verein
Jasmin Mrkonja lernte das Handballspielen in seiner Heimatstadt bei Krivaja Zavidovići. 1983 wechselte der 1,78 m große Rechtsaußen zum jugoslawischen Spitzenklub Metaloplastika Šabac, mit dem er 1984, 1985, 1986 und 1987 die jugoslawische Meisterschaft sowie 1984 und 1986 den jugoslawischen Pokal gewann. Im Europapokal der Landesmeister unterlag er 1984 im Finale Dukla Prag im Siebenmeterwerfen. In den Jahren 1985 und 1986 gewann er mit Šabac diese Trophäe. Später spielte er in Italien.

### Nationalmannschaft
Mit der jugoslawischen Juniorennationalmannschaft wurde er Zweiter bei der U-21-Weltmeisterschaft 1979.
Mit der jugoslawischen A-Nationalmannschaft belegte Mrkonja bei den Olympischen Spielen 1980 in Moskau den sechsten Platz. Bei der Weltmeisterschaft 1986 wurde er Weltmeister.

### Trainer
Von 2003 bis 2004 übernahm Mrkonja die bosnisch-herzegowinische Männer-Handballnationalmannschaft.